# آلة ليمان لبثق الخيوط
 آلة ليمان الباثقة للخيوط هي جهاز يوفّر الخيوط الملائمة للاستخدام في الطباعة ثلاثية الأبعاد كمشروع رب راب. سميت نسبةً لمطوّرها هيو ليمان وقد فازت الآلة في مسابقة مصنع سطح المكتب.
كان هدف مسابقة مصنع سطح المكتب بناء باثقة خيوط ذات مصدر مفتوح بأقل من 250 دولار أمريكي ويمكن أن تستخدم كريات راتينج كأكريلونتريل بوتادين ستايرين أو عديد حمض اللبنيك ومزجها مع ألوان بلاستيك وبالتالي إنتاج خيوط بقطر 1.75 مم ± 0.05 مم، ويمكن لفها للتخزين المؤقت. يجب أن تستخدم الآلة برمجية Attribution-ShareAlike 3.0 Unported (رخص المشاع الإبداعي]]).
```
يمكن أن يقلّل استخدام باثقة الخيوط 
افعلها بنفسك
 كآلة ليمان من كلفة الطباعة باستخدام تقنية 
الطباعة ثلاثية الأبعاد
.
[
2
]
 صمّمت آلة ليمان الباثقة للخيوط للتعامل مع الكريات، لكنها تستخدم أيضاً لصنع خيوط من مصادر أخرى  للبلاستيك 
كالمواد المدورة بعد استهلاكها
 مثل 
روبوتات التدوير
. لإنتاج خيوط بلاستيكية من البلاستيك المعاد تدويره أثرٌ إيجابيّ كبير على البيئة.
[
3
]
```